# NGC 6067
NGC 6067是一個疏散星團，它在矩尺座κ北邊少於一度的範圍內。星團的亮度為5.6等，此星團包含亮於10等的星大約100顆。